# Посерда (река)
Посерда (Сорока) — река в России, протекает во Владимирской и Рязанской областях. Левый приток Пры.

## География
Река Посерда берёт начало в болотах к востоку от деревни Тальново Гусь-Хрустального района Владимирской области. Течёт на запад, пересекает границу Рязанской области. В нижнем течении протекает через озеро Лихарёво. Небольшой участок реки вблизи устья расположен в Московской области. Река Посерда впадает в озеро Дубовое, входящее в систему Клепиковских озёр на реке Пре. Длина реки составляет 20 км, площадь водосборного бассейна — 220 км².

## Данные водного реестра
По данным государственного водного реестра России относится к Окскому бассейновому округу, водохозяйственный участок реки — Ока от водомерного поста у села Копоново до впадения реки Мокша, речной подбассейн реки — бассейны притоков Оки до впадения Мокши. Речной бассейн реки — Ока.
Код объекта в государственном водном реестре — 09010102312110000026320.

### Притоки
(указано расстояние от устья)
- 13 км: река Кнула (лв)

## Галерея

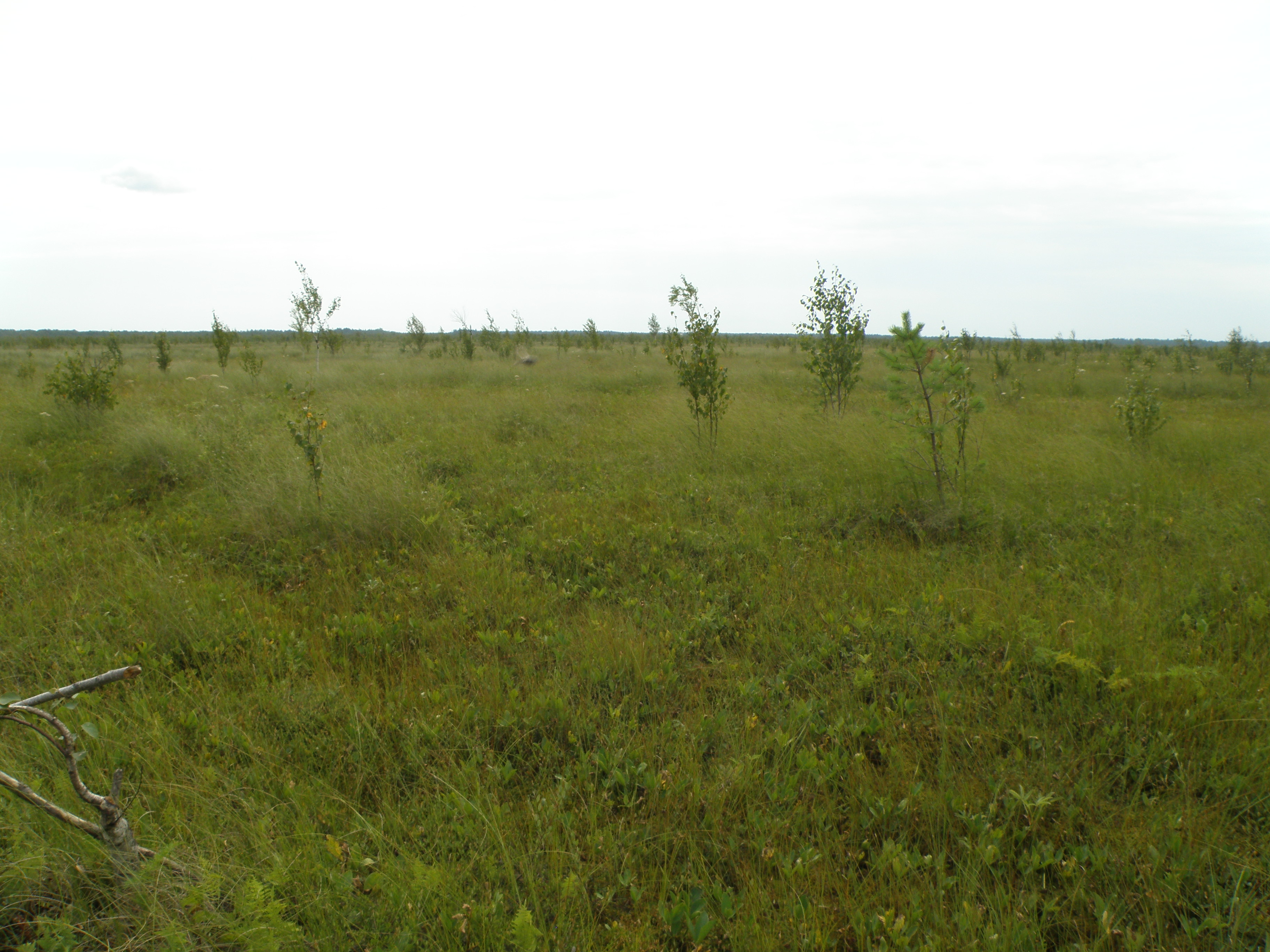
Тальновское болото - где-то здесь начинается Посерда
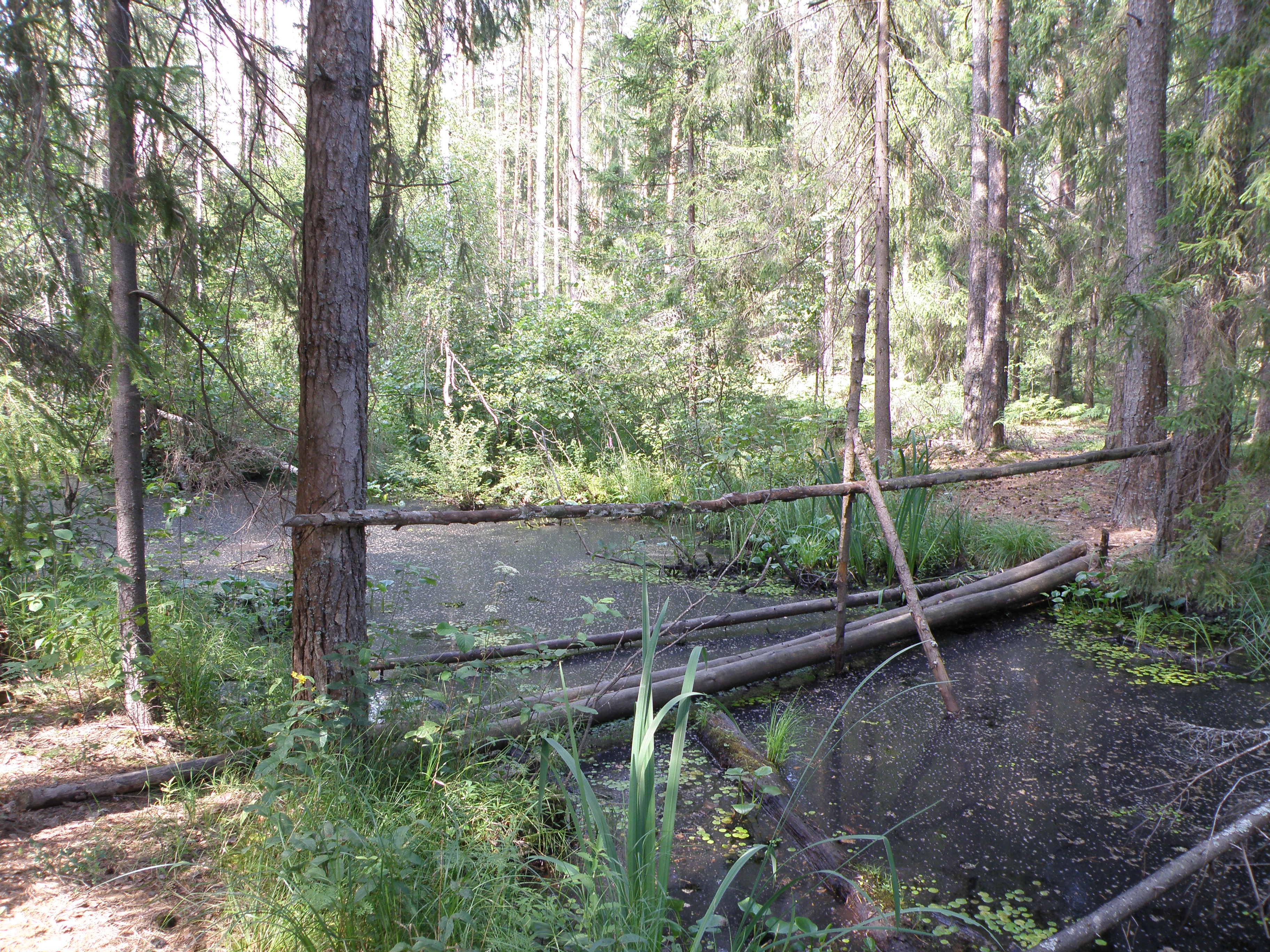
Правое русло Сороки, обрамляющее западный край Тальновского болота